# Реслманија
Реслманија (енгл. WrestleMania), јесте пеј-пер-вју (енгл. PPV - Pay Per View) догађај професионалног рвања, који се на годишњем нивоу одржи једном између марта и априла у организацији компаније WWE (енгл. World Wrestling Entertainment). Први Реслманија шоу као пробна креација Винса Мeкмeна одржан је 1985. и од тада одржане су укупно 35 Реслманије. Тридесет пета годишњица Реслманије одржала се у Ист Радерфорду у априлу 2019. године. Реслманија важи за најуспешнији и најдуже емитован програмски догађај у свету професионалног рвања. Сматра се да је Реслманија Супербоул професионалног рвања.

## Хронологија догађаја
| No | Званични назив     | Датум          | Место         | Посета  | Главни меч                                                                                                 | ref    |
| -- | ------------------ | -------------- | ------------- | ------- | --- | ------ |
| 1  | Реслманија I       | 31. март 1985. | Њујорк        | 19.121  | Хулк Хоган и Мистер Ти против Роди Пајпера и Пола Орндорфа                                                 | [ 1 ]  |
| 2  | Реслманија II      | 7. април 1986. | Њујорк        | 16.585  | Мистер Ти против Роди Пајпера, бокс меч                                                                    | [ 2 ]  |
| 2  | Реслманија II      | 7. април 1986. | Роузмонт      | 9.000   | WWF vs. НФЛ                                                                                                | [ 2 ]  |
| 2  | Реслманија II      | 7. април 1986. | Лос Анђелес   | 14.500  | Хулк Хоган против Кинг Конг Бандија за титулу WWF шампиона                                                 | [ 2 ]  |
| 3  | Реслманија III     | 29. март 1987. | Понтијак      | 93.173  | Хулк Хоган против Андре Гиганта за титулу WWF шампиона                                                     | [ 3 ]  |
| 4  | Реслманија IV      | 27. март 1988. | Атлантик Сити | 18.165  | Ренди Севиџ против Тед Дибијасија за титулу WWF шампиона                                                   | [ 4 ]  |
| 5  | Реслманија V       | 2. април 1989. | Атлантик Сити | 18.946  | Ренди Севиџ против Хулк Хогана за титулу WWF шампиона                                                      | [ 5 ]  |
| 6  | Реслманија VI      | 1. април 1990. | Торонто       | 67.678  | Хулк Хоган против Алтимејт Вориора за WWF Интерконтиненталну титулу                                        | [ 6 ]  |
| 7  | Реслманија VII     | 24. март 1991. | Лос Анђелес   | 16.158  | Хулк Хоган против Сарџент Слејтера за титулу WWF шампиона                                                  | [ 7 ]  |
| 8  | Реслманија VIII    | 5. април 1992. | Индијанаполис | 62.167  | Хулк Хоган против Сида Џастиса                                                                             | [ 8 ]  |
| 9  | Реслманија IX      | 4. април 1993. | Парадајс      | 16.891  | Хулк Хоган против Јокозуне за титулу WWF шампиона                                                          | [ 9 ]  |
| 10 | Реслманија X       | 20. март 1994. | Њујорк        | 18.065  | Јокозуна против Брет Харта за титулу WWF шампиона                                                          | [ 10 ] |
| 11 | Реслманија XI      | 2. април 1995. | Хартфорд      | 16.305  | Лоренс Тејлор против Бем Бем Бигалова                                                                      | [ 11 ] |
| 12 | Реслманија XII     | 31. март 1996. | Анахајм       | 18.853  | Брет Харт против Шон Мајклса за титулу WWF шампиона                                                        | [ 12 ] |
| 13 | Реслманија 13      | 23. март 1997. | Роузмонт      | 18.197  | Сајко Сид против Андертејкера за титулу WWF шампиона                                                       | [ 13 ] |
| 14 | Реслманија XIV     | 29. март 1998. | Бостон        | 19.028  | Шон Мајклс против Стив Остина за титулу WWF шампиона, са Мајком Тајсоном као судијом                       | [ 14 ] |
| 15 | Реслманија XV      | 28. март 1999. | Филаделфија   | 20.276  | Рок против Стив Остина за титулу WWF шампиона, са Мик Фолијем као судијом                                  | [ 15 ] |
| 16 | Реслманија 2000    | 2. април 2000. | Анахајм       | 18.034  | Трипл Ејч против Рока против Биг Шоуа против Мик Фолија за титулу WWF шампиона                             | [ 16 ] |
| 17 | Реслманија X-Седам | 1. април 2001. | Хјустон       | 67.925  | Рок против Стив Остина за титулу WWF шампиона                                                              | [ 17 ] |
| 18 | Реслманија X8      | 17. март 2002. | Торонто       | 68.237  | Крис Џерико против Трипл Ејча за титулу неоспорног WMF шампиона                                            | [ 18 ] |
| 19 | Реслманија XIX     | 30. март 2003. | Сијетл        | 54.097  | Курт Англ против Брок Леснара за титулу WWE шампиона                                                       | [ 19 ] |
| 20 | Реслманија XX      | 14. март 2004. | Њујорк        | 18.000  | Трипл Ејч против Шон Мајклса против Крис Беное за титулу светског шампиона у тешкој категорији             | [ 20 ] |
| 21 | Реслманија 21      | 3. април 2005. | Лос Анђелес   | 20.193  | Трипл Ејч против Батисте за титулу светског шампиона у тешкој категорији                                   | [ 21 ] |
| 22 | Реслманија 22      | 2. април 2006. | Роузмонт      | 17.159  | Џон Сина против Трипл Ејча за титулу WWE шампиона                                                          | [ 22 ] |
| 23 | Реслманија 23      | 1. април 2007. | Детроит       | 80.103  | Џон Сина против Шона Мајклса за титулу WWE шампиона                                                        | [ 23 ] |
| 24 | Реслманија XXIV    | 30. март 2008. | Орландо       | 74.635  | Еџ против Андертејкера за титулу светског шампиона у тешкој категорији                                     | [ 24 ] |
| 25 | Реслманија XXV     | 5. април 2009. | Хјустон       | 72.744  | Трипл Ејч против Ренди Ортона за титулу WWE шампиона                                                       | [ 25 ] |
| 26 | Реслманија XXVI    | 28. март 2010. | Глендејл      | 72.219  | Андертејкер против Шон Мајклса                                                                             | [ 26 ] |
| 27 | Реслманија XXVII   | 3. април 2011. | Атланта       | 71.617  | Миз против Џона Сине за титулу WWE шампиона                                                                | [ 27 ] |
| 28 | Реслманија XXVIII  | 1. април 2012. | Мајами        | 78.363  | Рок против Џона Сине                                                                                       | [ 28 ] |
| 29 | Реслманија XXIX    | 7. април 2013. | Ист Радерфорд | 80.676  | Рок против Џона Сине за титулу WWE шампиона                                                                | [ 29 ] |
| 30 | Реслманија XXX     | 6. април 2014. | Њу Орлеанс    | 75.167  | Ренди Ортон против Батисте против Данијел Брајана за титулу WWE светског шампиона у тешкој категорији      | [ 30 ] |
| 31 | Реслманија 31      | 29. март 2015. | Санта Клара   | 76.976  | Брок Леснар против Романа Рејнса за титулу WWE светског шампиона у тешкој категорији                       | [ 31 ] |
| 32 | Реслманија 32      | 3. април 2016. | Арлингон      | 101.763 | Трипл Ејч против Романа Рејнса за титулу WWE светског шамиона у тешкој категорији                          | [ 32 ] |
| 33 | Реслманија 33      | 2. април 2017. | Орландо       | 75.245  | Андертејкер против Романа Рејнса                                                                           | [ 33 ] |
| 34 | Реслманија 34      | 8. април 2018. | Њу Орлеанс    | 78.133  | Брок Леснар против Романа Рејнса за WWE Универзалног шампиона                                              | [ 34 ] |
| 35 | Реслманија 35      | 7. април 2019. | Ист Радерфорд | 82.265  | Ронда Раузи против Шарлот Флер против Беки Линч за тутуле Raw женског шампиона и Смекдаун женског шампиона | [ 35 ] |
| 36 | Реслманија 36      | 5. април 2020. | Тампа         | —       | — | [ 36 ] |

## Организација
Док су се Реслманија догађаји дешавали углавном у спортским аренама у великим градовима, један број њих одржао се на великим стадионима. Најпосећенији догађаји јесу Реслманија 3 (93.173) у Понтијаку, Реслманија 6 (67.678) у Торонту, Реслманија 13 (62.167) у Индијанаполису, Реслманија 17 (67.925) у Хјустону, Реслманија 18 (68.237), такође у Торонту, Реслманија 19 (54.097) у Сијетлу, Реслманија 23 (80.103) у Детроиту, Реслманија 24 (74.635) у Орланду, Реслманија 25 (72.744), такође у Хјустону, Реслманија 26 (72.219) у Финиксу, Реслманија 27 (71.617) у Атланти, Реслманија 28 (78.363) у Мајамију, Реслманија 29 (80.676) у Ист Радерфорду, Реслманија 30 (75.167) у Њу Орлеансу и Реслманија 31 (76.976) у Санта Клари.
Од 1993. године, победник годишњег Ројал Рамбл меча био је у могућности да добије гарантовани меч за титулу WWE шампиона на Реслманији. Са увођењем титуле светског шампиона у тешкој категорији 2002. године, победнику је такође дата могућност да изабере између светске титуле или WWE титуле. Стварање бренда ECW у јуну 2006. победнику Ројал Рамбла дата је и трећа могућност: да изаберете да изазове ECW шампиона на меч за титулу. Ова опција је била доступна од 2007. до 2010. године када је ECW бренд укинут, међутим ова опција никада није изабрана. Након уједињења WWE титуле и светске титуле, 2013.године победник аутоматски добија меч за обједињену WWE титулу.
На Реслманији 21 уведен је нови формат, такозвани „Money in the Bank Ladder“ меч. Овај меч има шест до десет учесника и одржан је шест пута између Реслманије 21 и 26 пре него што је постао главни меч сопственог пеј-пер-вју догађаја. Победник овог меча има право да у било ком тренутку изазове шампиона из свог бренда на меч за титулу. Ова повластица траје година дана до следећег Money in the Bank меча.

## Андертејкеров непобедив низ
Андертејкер је међу осталом познат и по низу од 21 победе на Реслманији. Његов низ био је инспирација многим борцима да га победе и прекину низ, међутим Андертејкер је 20 година доминирао и побеђивао своје противнике. У низу од 21 победе Андертејкерје поразио 17 различитих рвача. Први меч у коме је учествовао и победио јесте против Џимија Снуке и то на Реслманији 7, 1991 године. Годинама био је непоражен, а 2013. године његов непобедиви низ био је 21 победа заредом. Међутим његово ривалство са Брок Леснаром изазвало је меч на Ресманији 30 где је Андертејкер изгубио а самим тим и непобедиви низ је прекинут. После дужег опоравка од последица тешког меча, годину дана касније на Реслменији 31 Андертејкер се вратио и уписао 22. победу на овом такмичењу. Од свог дебија 1990. до 2015. Андертејкер није имао противника на Реслманији само једном.